# Donald Johnston
Donald Hendrik "Don" Johnston, född 30 september 1899 i Albany, död 4 augusti 1984 i Arlington, var en amerikansk roddare.
Johnston blev olympisk guldmedaljör i åtta med styrman vid sommarspelen 1920 i Antwerpen.